# Pijpje

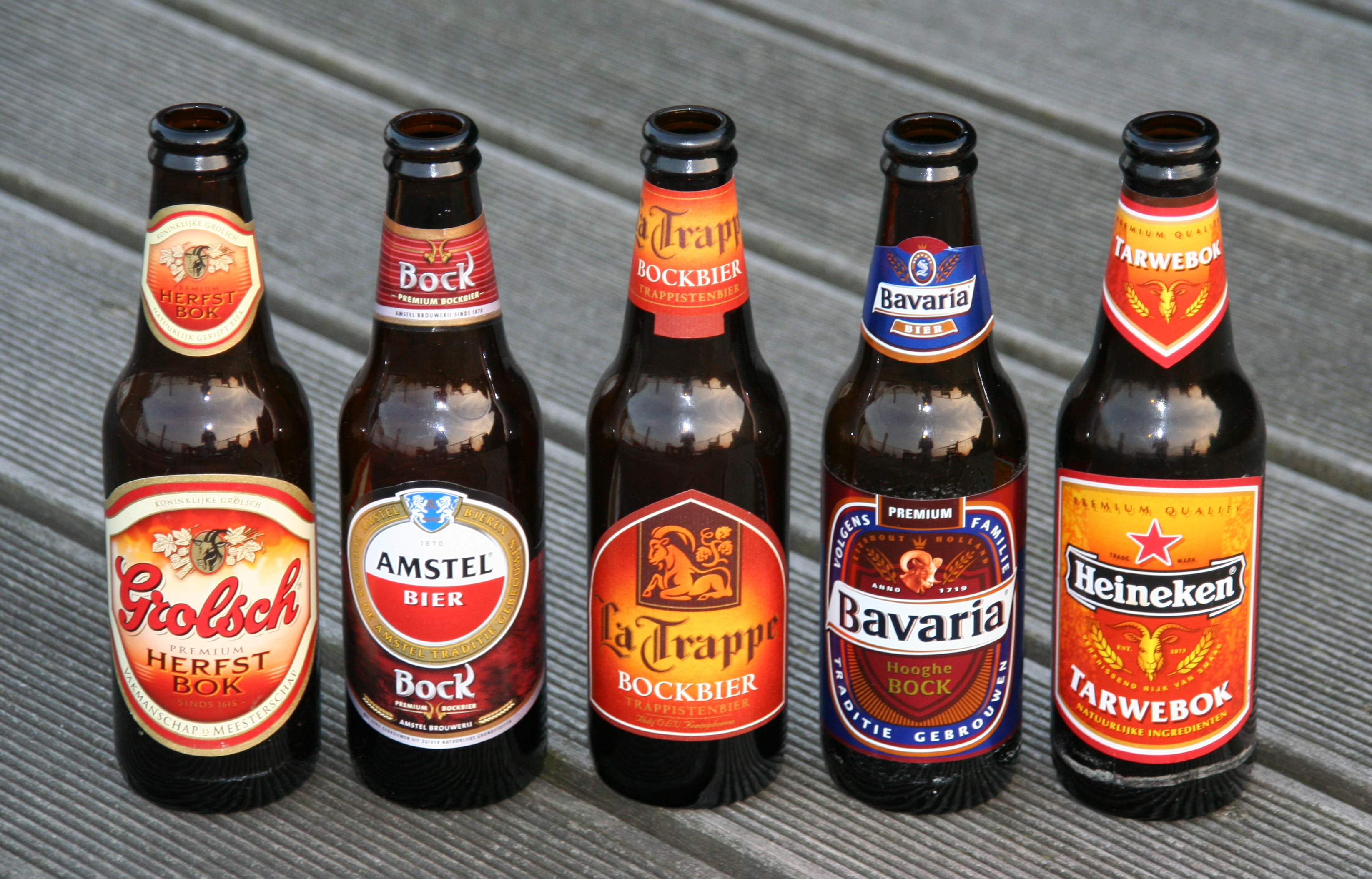
De Bruin Nederlands Retour CBK-fles, inhoud 30 cl.

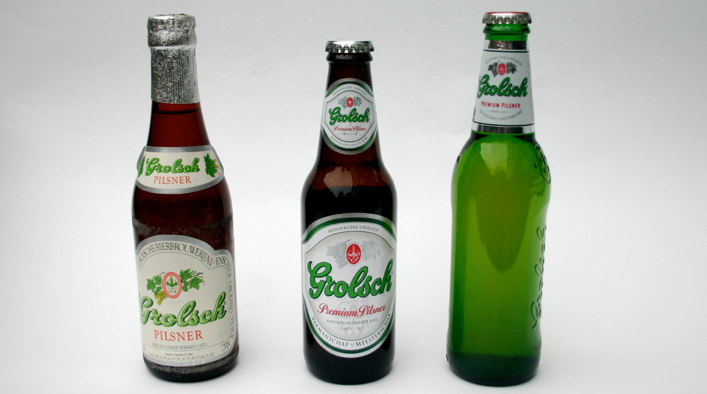
Pijpje van voor 1986, pijpje type BNR-CBK en de groene Grolschfles van na 2007

Een pijpje is een bierflesje van 30 cl. In 1948 introduceerde Heineken het model Apollinaris. Dit model werd door veel andere Nederlandse brouwerijen gebruikt.
In 1986 kwam Heineken in samenwerking met het Centraal Brouwerij Kantoor met het gestandaardiseerde bruine glazen bierflesje met 30 cl inhoud. De officiële naam is Bruin Nederlands Retour CBK-fles (BNR-CBK). De inhoud van 30 cl is afwijkend van alle internationale flesmaten. De meeste bieren van de grote Nederlandse bierproducenten worden sinds 1986 in dit type fles afgevuld. In Nederland zit er sinds de invoering van de euro op dit type een statiegeld van 10 eurocent.
Grolsch is in maart 2007 als eerste brouwerij afgestapt van het pijpje en heeft een eigen (groene) fles ontwikkeld van 33 cl. Per 1 november 2014 is de inhoud van het groene flesje weer 30 cl geworden. Heineken volgde in maart 2013 met een eigen groene fles, die in de vorm weinig afwijkt van het pijpje. Brand nam in 2014 een eigen model bierfles in gebruik.
Een jaar na de introductie van de BNR-fles van 30 cl werd ook een variant van 50 cl ingevoerd, die de Eurofles moest vervangen. In 2015 werd deze fles door Heineken ook vervangen door een groene versie.